# 142-es busz (Budapest, 2015–2019)
A budapesti 142-es jelzésű autóbusz a Széll Kálmán tér és a Törökbálint, bevásárlóközpont között közlekedett. A vonalat a Volánbusz üzemeltette.

## Története
2015. augusztus 31-étől a 140-es busz egyes menetei 142-es jelzéssel közlekedtek a Széll Kálmán tér és Törökbálint, Határ utca között, a dióskerti szakasz érintése nélkül.
2016. október 17-étől a Széll Kálmán tér irányában a Csörsz utca megállóhelynél is megállt. 2017. május 22-étől délutánonként meghosszabbított útvonalon a törökbálinti bevásárlóközpontig közlekedett.
2019. május 10-én megszűnt.

## Útvonala
| Törökbálint, bevásárlóközpont felé | Széll Kálmán tér felé |
| --- | --- |
| Széll Kálmán tér M vá. – Várfok utca – Széll Kálmán tér – Krisztina körút – Magyar jakobinusok tere – Alkotás utca – Budaörsi út – Budaörs, Budapesti út – Szabadság út – Szivárvány utca – Budaörsi lakótelep – Szivárvány utca – Baross utca – Sport utca – 8105. jelű út – Törökbálint, Raktárvárosi út – Kápolna utca – Sváb tér – Géza fejedelem utca – Bajcsy-Zsilinszky utca – Baross Gábor utca – Szent István utca – Kinizsi Pál utca – Határ utca vá. – Kinizsi Pál utca – Régivasútsor utca – Barackos köz – Dulácska utca – Hosszúrét utca – Torbágy utca – Törökbálint, bevásárlóközpont vá. | Törökbálint, bevásárlóközpont vá. – Dulácska utca – Barackos köz – Régivasútsor utca – Kinizsi Pál utca – Határ utca vá. – Kinizsi Pál utca – Szent István utca – Munkácsy Mihály utca – Kápolna utca – Raktárvárosi út – 8105. jelű út – Budaörs, Sport utca – Baross utca – Szivárvány utca – Budaörsi lakótelep – Szivárvány utca – Szabadság út – Budapesti út – Budapest, Budaörsi út – aluljáró – Lapu utca – autópálya-bevezető – Budaörsi út – Alkotás utca – Magyar jakobinusok tere – Krisztina körút – Vérmező út – Várfok utca – Széll Kálmán tér M vá. |

## Megállóhelyei
Az átszállási kapcsolatok között a 140-es, a 140A és a 140B busz nincs feltüntetve.
| 142 (Széll Kálmán tér M ◄► Budaörsi lakótelep ◄► Törökbálint, Határ utca ◄► Törökbálint, bevásárlóközpont) | 142 (Széll Kálmán tér M ◄► Budaörsi lakótelep ◄► Törökbálint, Határ utca ◄► Törökbálint, bevásárlóközpont) | 142 (Széll Kálmán tér M ◄► Budaörsi lakótelep ◄► Törökbálint, Határ utca ◄► Törökbálint, bevásárlóközpont) | 142 (Széll Kálmán tér M ◄► Budaörsi lakótelep ◄► Törökbálint, Határ utca ◄► Törökbálint, bevásárlóközpont) | 142 (Széll Kálmán tér M ◄► Budaörsi lakótelep ◄► Törökbálint, Határ utca ◄► Törökbálint, bevásárlóközpont) | 142 (Széll Kálmán tér M ◄► Budaörsi lakótelep ◄► Törökbálint, Határ utca ◄► Törökbálint, bevásárlóközpont) | 142 (Széll Kálmán tér M ◄► Budaörsi lakótelep ◄► Törökbálint, Határ utca ◄► Törökbálint, bevásárlóközpont) | 142 (Széll Kálmán tér M ◄► Budaörsi lakótelep ◄► Törökbálint, Határ utca ◄► Törökbálint, bevásárlóközpont) |
| Perc (↓)                                                                                                   | Perc (↓)                                                                                                   | Megállóhely                                                                                                | Perc (↑)                                                                                                   | Perc (↑)                                                                                                   | Átszállási kapcsolatok a járat megszűnésekor | | |
| --- | --- | --- | --- | --- | --- | --- | --- |
| 0 | 0 | Széll Kálmán tér M végállomás                                                                              | 50 | 52 | 4, 6, 17, 56, 56A, 59, 59B, 61 5, 16, 16A, 21, 21A, 22, 22A, 39, 91, 102, 116, 128, 129, 139, 149, 155, 156, 222 781, 782, 783, 784, 785, 786, 787, 791, 793, 795 (Széna tér)                                                  | | |
| 2 | 2 | Déli pályaudvar M                                                                                          | 48 | 50 | 17, 56, 56A, 59, 59B, 61 21, 21A, 39, 102, 139 1256 S10 , S12 , S30 , Z30 , S34 , S35 , S40 , S42 , IC, sebesvonat, gyorsvonat, nemzetközi gyorsvonat                                                                          | | |
| 4 | 4 | Királyhágó utca                                                                                            | 46 | 48 | 17, 61 105, 139 | | |
| 5 | 5 | Tartsay Vilmos utca                                                                                        | 45 | 47 | 139 1256 | | |
| ∫ | ∫ | Csörsz utca                                                                                                | 44 | 46 | 17, 61 139, 212 | | |
| 7 | 7 | BAH-csomópont                                                                                              | 43 | 45 | 17, 61 8E, 108E, 110, 112, 139, 212 | | |
| 9 | 9 | Muskotály köz                                                                                              | ∫ | ∫ | 108E, 139 | | |
| 11 | 11 | Fehérló utca                                                                                               | 40 | 42 | 108E, 139, 240 | | |
| 12 | 12 | Dayka Gábor utca                                                                                           | 38 | 40 | 53, 108E, 139, 150, 154, 252 | | |
| 13 | 13 | Sasadi út                                                                                                  | 37 | 39 | 8E, 40, 40B, 40E, 53, 87, 88, 108E, 139, 150, 153, 154, 172, 173, 187, 188E, 240, 272 1163, 1173, 1174, 1175, 1176, 1177, 1183, 1185, 1188, 1190, 1194, 1201, 1202, 1205, 1212, 1229, 1230, 1240, 1242, 1251, 1253, 1256, 1269 | | |
| 14 | 14 | Nagyszeben út                                                                                              | ∫ | ∫ | 8E, 87, 88, 108E, 139, 153, 154 | | |
| ∫ | ∫ | Jégvirág utca                                                                                              | 35 | 37 | 8E, 87, 88, 108E, 139, 153, 154, 154B | | |
| 15 | 15 | Gazdagréti út                                                                                              | 34 | 36 | 8E, 40, 40B, 87, 88, 108E, 139, 153, 154, 154B, 240 | | |
| 16 | 16 | Poprádi út                                                                                                 | 33 | 35 | 87, 88 | | |
| 17 | 17 | Madárhegy                                                                                                  | 32 | 34 | 88, 240 | | |
| 18 | 18 | Rupphegyi út                                                                                               | 31 | 33 | 88, 240 | | |
| 19 | 19 | Felsőhatár utca                                                                                            | 31 | 33 | 40, 40B, 88, 240, 289 767 | | |
| Budapest–Budaörs közigazgatási határa                                                                      | | | | | | | |
| 20 | 20 | Tulipán utca                                                                                               | 30 | 32 | 40, 40B, 88, 240, 289 | | |
| 21 | 21 | Aradi utca                                                                                                 | 29 | 31 | 40, 40B, 88, 240, 289 | | |
| 22 | 22 | Templom tér                                                                                                | 27 | 29 | 40, 40B, 88, 240, 288, 289 767 | | |
| 23 | 23 | Károly király utca                                                                                         | 26 | 28 | 40, 40B, 88, 240, 287 | | |
| 24 | 24 | Kisfaludy utca                                                                                             | 25 | 27 | 40, 40B, 88, 240, 287, 288, 289 | | |
| 25 | 25 | Kötő utca                                                                                                  | 24 | 26 | 40, 40B, 88, 240, 287 | | |
| 26 | 26 | Budaörs, városháza                                                                                         | 22 | 24 | 40, 40B, 88, 240, 287 756, 767 | | |
| 28 | 28 | Gimnázium                                                                                                  | 21 | 23 | 40, 40E, 88, 188E, 240, 287 755, 756, 757, 758, 767 | | |
| 29 | 29 | Patkó utca                                                                                                 | 20 | 22 | 40, 40E, 240, 287, 289 | | |
| 30 | 30 | Budaörsi lakótelep                                                                                         | 19 | 21 | 40, 40B, 40E, 240, 287, 288, 289 755, 757 | | |
| 31 | 31 | Ifjúság utca                                                                                               | 17 | 19 | 40B, 288, 289 | | |
| 32 | 32 | Sport utca                                                                                                 | ∫ | ∫ | 755, 758 | | |
| Budaörs–Törökbálint közigazgatási határa                                                                   | | | | | | | |
| 34 | 34 | Méhecske utca                                                                                              | 13 | 15 | 172, 172B, 173 755, 758 | | |
| 36 | 36 | Raktárváros                                                                                                | 11 | 13 | 2, 2A 172, 172B, 173 755, 758 | | |
| 38 | 38 | Tükörhegy                                                                                                  | 9 | 11 | 172, 172B, 173 755 | | |
| 39 | 39 | Bartók Béla utca                                                                                           | 8 | 10 | 1, 1B 88, 172, 172B, 173, 272 755 | | |
| 40 | 40 | Munkácsy Mihály utca (hősi emlékmű)                                                                        | 7 | 9 | 1, 1B 88, 172, 172B, 173, 272 755 | | |
| 41 | 41 | Harangláb                                                                                                  | 5 | 7 | 1, 1B 88, 172, 172B, 173, 272 755 | | |
| 43 | 43 | Ady Endre utca                                                                                             | 4 | 6 | 172, 172B 755 | | |
| 44 | 44 | Őszibarack utca                                                                                            | ∫ | ∫ | 172, 172B | | |
| ∫ | ∫ | Károlyi utca                                                                                               | 2 | 4 | 756 | | |
| 45 | 45 | Törökbálint Sportközpont                                                                                   | 1 | 3 | 756 | | |
| 46 | 46 | Határ utca végállomás                                                                                      | 0 | 2 | | | |
| 48 | ∫ | Hosszúrét utca                                                                                             | ∫ | ∫ | | | |
| 50 | ∫ | Törökbálint, bevásárlóközpont végállomás                                                                   | ∫ | 0 | | | |